# Generaldirektion Migration und Inneres
Die Generaldirektion Migration und Inneres (HOME) ist eine Generaldirektion der Europäischen Kommission. Sie ist dem Kommissar Magnus Brunner zugeordnet. Leiterin der Generaldirektion ist Beate Gminder.
Diese Generaldirektion entstand 2010 bei der Aufspaltung der Generaldirektion (GD) Justiz, Freiheit und Sicherheit in GD HOME und GD JUST (Justiz).

## Direktionen
Die Generaldirektion ist in Brüssel angesiedelt und gliedert sich in sechs Direktionen:
- Direktion A: Strategie und Grundsatzfragen
- Direktion B: Migration, Mobilität und Innovation
- Direktion C: Migration und Schutz
- Direktion D: Sicherheit
- Direktion E: Migrations- und Sicherheitsfonds, Finanzielle Ressourcen
- Direktion F: Finanzaudit, Datenmanagement und Risikobewertung